# Silba
Silba – wyspa w północnej Dalmacji na południowy wschód od Lošinja, pomiędzy wyspami Premuda i Olib. Wyspa ma powierzchnię 14,27 km² a długość linii brzegowej wynosi 26,24 km.
Silba należy do miasta Zadar w żupanii zadarskiej. W 2011 roku liczyła 292 mieszkańców, lecz w zależności od pory roku populacja wyspy rośnie nawet do kilku tysięcy w lecie. W sezonie letnim turystyka dostarcza wielu miejsc pracy i jest jednym z głównych źródeł utrzymania dla mieszkańców.

## Geografia
Na wyspie panuje klimat śródziemnomorski z 2 570 słonecznymi godzinami w roku. Lata są ciepłe, ale letni wiatr znad morza chłodzi powietrze powodując, że odczucie upału nie jest aż tak dokuczliwe dla mieszkańców i turystów.
Wyspa ma niewiele plaż, jednak są na niej zarówno plaże piaszczyste, jak i kamieniste. Główna plaża wyspy to miejska plaża Sotorišće położona niedaleko portu w Mul. W pobliżu Zalić znajdują się plaże kamieniste.
Najwyższym wzniesieniem wyspy jest Varh (80 m n.p.m.). Na wyspie znajduje się: kilkanaście kawiarni, cztery restauracje, kilka sklepów oraz lokalna przychodnia zdrowia. Z każdego punktu wyspy na najbliższą plażę jest około 10 min. drogi.

## Historia
Dawna nazwa wyspy to Selbo lub z włoskiego Selve.
Wyspa Silba pojawia się w kronikach historycznych w IX wieku. Po śmierci króla Chorwacji Petara Krešimira wyspa została odziedziczona przez jego siostrę Cike. Następnie Silba trafiła w ręce weneckie. Wenecjanie sprzedali ją kapitanowi Fanni Soppi za 12 500 dukatów. W późniejszych wiekach była sprzedawana odpowiednio: weneckiej rodzinie Morosoni i Chorwatowi z wyspy Lošinj. Po jego emigracji do USA wyspa stała się własnością jej mieszkańców.